# 越南南部
越南南部（越南语：／）是越南传统的三个地理大区之一，指的是越南的南部地区。
越南南部可以被再划分为东南部和湄公河三角洲两个地理区域。最大城市是胡志明市。
在历史上，越南南部是占婆人和高棉人的地区，后来在越南朝廷历代南进中不断被蚕食。19世纪时期，法国占领了这里并将其改为殖民地，称之为法属交趾支那。